# Electric Nana
Mónica Vázquez Ruiz (más conocida cómo Electric Nana) (Madrid, 28 de abril del 1987) es una cantante, compositora e instrumentista de música pop, periodista, escritora y lingüista española. Saltó a la fama en 2011 como compositora y vocalista de 'Lead The Way', canción de Carlos Jean incluida en el proyecto Plan B. Su álbum debut es To Life!, disco compuesto íntegramente por ella y producido por Fernando Montesinos. 'Won't Stop' es el primer sencillo del mismo. En diciembre del 2015, se anuncia que Electric Nana fue una de las candidatas para representar a España en el Festival de la Canción de Eurovisión en el año 2016.

## Biografía

### Primeros años
Mónica Vázquez nació el día 28 de abril de 1987 en la ciudad de Madrid. A los 14 años comenzó a componer canciones en español, inglés y francés. Es licenciada en Periodismo, con un máster en Lingüística

### Carrera
Después de participar en el proyecto del Plan B, Nana sacó a la luz bajo el sello MUWOM su nuevo EP con tres nuevos singles: "Très Mien", "Playground" y "Yes", y empezó a hacer una gira intima por salas de Madrid renovando su aspecto. Más tarde, Carlos Jean contactaría con ella para componer canciones para las bandas sonaras de Combustión ( Daniel Calparsoro, 2013), The Cosmonaut (Nicolás Alcalá, 2013) y Bienvenidos al fin del mundo (M. Carbajo, 2014). También escribió para anuncios y otros artistas: Carlos Jean, DJ Nano, Why Five y Check Baby Check, entre otros.
En 2014, colaboró con Rush Smith en su sencillo "Nightmare" y poco después, a raíz de participar en el DCode, fichó por la agencia RLM y su sello independiente Sin Anestesia. Inició entonces la grabación de su primer álbum debut junto al productor Fernando Montesinos y un proyecto de micromecenazgo realizado en My Major Company.
El primer sencillo de este trabajo es 'Won't Stop', lanzado el 16 de marzo de 2015. Con esta canción, la artista resultó finalista en el Festival BDcoder de 2014. Este tema es la canción oficial del proyecto 'De mujer a mujer' de la Fundación Vicente Ferrer y de la campaña veraniega de Divinity, el canal femenino del Grupo Mediaset España.
El 21 de abril salió a la luz To Life! En su semana de lanzamiento, alcanzó el puesto 18 en iTunes y el 78 en lista Promusicae. El álbum representa un viaje musical por los géneros que han influido a la artista desde sus inicios: pop, rock, folk y electrónica confluyen en este trabajo.
El disco ha recibido críticas positivas: "Electric Nana canta con la fuerza de Katrina Leskanichy (Katrina & The Waves), el espíritu pop de las suecas Agnetha Fältskog y Anni-Frid Lyngstad (ABBA) y todo el corazón de la persona que hay detrás de este gran proyecto musical. "Won't Stop", es una canción pop muy pegadiza que podría irrumpir con mucha fuerza en nuestro país (…) es sin duda su voz, junto a la composición, lo más destacable de esta artista” (Mar de Miguel, de Jungle Indie Rock).
El 1 de julio de 2015 fue anunciada como ganadora de la sexta edición del circuito Girando por Salas. Como premio, la artista contará con un total de siete conciertos patrocinados entre los meses de octubre de 2015 y marzo de 2016.
El 24 de agosto de 2015, la oficina de management RLM anuncia a Electric Nana como telonera de Alejandro Sanz, 'Gira Sirope', en las ciudades de Valencia (4 de septiembre), Madrid (11 de septiembre) y Barcelona (16 de septiembre). También actúa el 26 de septiembre en Sevilla, Estadio de la Cartuja, ante 40.000 personas que asistieron al cierre del tramo español de la 'Gira Sirope'.
'The One I Want', el segundo sencillo, fue lanzado el 25 de septiembre de 2015. La semana del 7 de diciembre, fue la entrada más fuerte en la lista de singles española, concretamente en el número 78.
Después de girar este verano con Los 40 Principales y telonear a Alejandro Sanz, la artista embarca en la gira 'GPS', que da comienzo el 31 de octubre en Albacete.
El 9 de octubre de 2015, Electric Nana fue nominada en Los Premios de Los 40 Principales como 'Mejor Artista Revelación.
El 29 de diciembre de 2015, Electric Nana, junto a 5 artistas más fue confirmada como una de las aspirantes a representar a España en el Festival de la Canción de Eurovisión 2016. Ese mismo día se dijo que el tema que la artista iba a presentar sería algo indie, pop, con entusiasmo, rebelde y alegre. 
El 20 de enero de 2016, Mónica, junto a Maverick y Salvador Beltrán, presentan las canciones de la preselección Española en un encuentro en directo. La artista defiende "Now", una canción de 2:18 de duración en inglés con partes en castellano y francés. Según confirma, el tema es corto ya que si consigue ir, habrá una parte de espectáculo durante la actuación que lo llenará más. Al final, Electric Nana conseguiría el 5º puesto en la gala de Objetivo Eurovisión, proclamándose ganadora Barei con su "Say Yay!"
En junio de 2017, después de año y medio sin sacar nuevos proyectos ni dar conciertos, sacó a la luz un doble sencillo: "High" y "Hold Tight", como despedida de la industria musical para siempre, y anunciaria el lanzamiento del que será su primera novela.

### Post carrera musical
En septiembre de 2017 publica la novela El arte de romperlo todo, una novela no del todo biográfica pero que contará su frustración hacia la industria musical y el lector podrá entender el porqué de su retirada.
En abril de 2018 empieza una colaboración semanal en formato podcast llamado Codex S.A. en la cadena de radio Radio 4G .Codex S.A. es un pódcast en el que Electric Nana crea una lista de música para un personaje, un libro, una serie...
En la actualidad está estudiando un doctorado en narrativa fantástica en la Universidad de Glasgow, Escocia, y es columnista en el Periódico de Catalunya.

## Discografía

### To Life! (2015)
- Won't Stop
- Forever Hold Me
- The One I Want
- Red Lipstick
- A Brand New Hat
- Scattered
- Little Something
- Faster
- Hopeless
- Someone Forever
- Bone
- Do You Wanna Dance With Me?
- Won't Stop Acoustic (Bonus Track)

### Singles promocionales
- Yes (2012)
- Très Mien (2012)
- Playground (2012)
- Won't Stop (2015)
- Won't Stop en acustico (de mujer a mujer, Fundación Vicente Ferrer) (2015)
- The One I Want (2015)
- Now (2016)
- Hold Tight (2017)
- High (2017)

### Bandas sonoras
- BSO Combustión (Carlos Jean feat. Electric Nana, 2013)

### Colaboraciones
- Lead The Way (Carlos Jean feat. Electric Nana, 2011)
- Don't Be Confused (Carlos Jean feat. David Van Bylen, Electric Nana, Beltran Cavero & Iván García, 2011)
- Gimme The Base, DJ (Carlos Jean feat. M-AND-Y, Electric Nana, Pedro Pimentel, Ferrara, Macadamia y Cecilia Gómez, 2011)
- Blackstar (Carlos Jean feat. Electric Nana, Ferrara, 2011)
- Made For Love (Carlos Jean feat. Electric Nana, Antonio Ferrara, Macadamia, Carlos Latre, Tolo Servera y Stelion, 2012)
- Nightmare (Rush Smith feat. Electric Nana, 2014)